# Ernst von Rosenberg
Ernst Ludwig Philipp Freiherr von Rosenberg (* 14. April 1799 in Drossen; † 21. August 1864 in Berlin) war ein preußischer Generalmajor und Kommandeur des Kadettenkorps.

## Leben

### Herkunft
Seine Eltern waren der Gutsbesitzer Karl Ludwig Friedrich von Rosenberg (1761–1843) und dessen Ehefrau Luise Karoline, geborene von Roenne.

### Militärkarriere
Rosenberg trat am 1. Juni 1816 als Musketier in das 8. Infanterie-Regiment der Preußischen Armee ein, avancierte Mitte August 1818 zum Portepeefähnrich und wurde am 16. Februar 1819 unter Beförderung zum Sekondeleutnant in das 24. Infanterie-Regiment versetzt. Von 1822 bis 1825 absolvierte er zur weiteren Ausbildung die Allgemeine Kriegsschule und war 1827/28 zum Topographischen Büro kommandiert. 1829 wurde er zum Regimentsadjutanten ernannt und am 30. März 1832 als Adjutant der 5. Division kommandiert. Unter Belassung in dieser Stellung kam Rosenberg 30. März 1833 als Premierleutnant in das 5. Infanterie-Regiment. Am 30. März 1839 wurde er mit Patent vom 13. Februar 1835 zum Hauptmann befördert und gleichzeitig als Kompaniechef in das 12. Infanterie-Regiment versetzt. Am 10. Juli 1837 wurde er auch Direktor der Divisionsschule und Präses der Examinations-Kommission für Portepeefähnriche bei der 5. Division. Am 22. März 1843 zum Major befördert, kam er zeitgleich in das 27. Infanterie-Regiment. Von dort wurde er am 24. Juli 1848 als Kommandeur des I. Bataillons in das 27. Landwehr-Regiment versetzt. Am 23. November 1848 wurde er mit Pension zur Disposition gestellt und zur Übernahme des Coburg-Gothaischen Kontingents kommandiert.
Nach seiner Rückkehr wurde er am 15. Januar 1853 zum Direktor des Potsdamer Waisenhauses ernannt und am 22. März 1853 zum Oberstleutnant befördert. Er wurde am 30. Oktober 1856 zum Oberst und Kommandeur des Kadettenkorps ernannt. In dieser Stellung erhielt Rosenberg am 1. Juli 1860 den Charakter als Generalmajor. Unter Verleihung des Roten Adlerordens II. Klasse mit Eichenlaub nahm er am 25. Juni 1861 seinen Abschied mit der Pension eines Brigadekommandeurs, bevor er am 24. Dezember 1861 mit Pension zur Disposition gestellt wurde.
Er starb am 21. August 1864 in Berlin und wurde am 24. August 1864 auf dem Friedhof in der Hasenheide beigesetzt.

### Familie
Rosenberg heiratete am 5. April 1827 in der St. Marien-Kirche in Berlin Henriette von Winterfeldt (1805–1890), eine Tochter des Hauptmanns Friedrich von Winterfeldt (1787–1805). Das Paar hatte mehrere Kinder, darunter:
- Karl (1828–1891), preußischer Generalleutnant
- Maria (1835–1906) ⚭ 1858 Magnus von Heydebreck (1826–1872)[2]
- Georg (1841–1888), preußischer Oberstleutnant
- Johann (1844–1913), preußischer Generalmajor

⚭ 1866 Hellen Sophie Brook (1846–1872)
⚭ 1874 Amy Emmeline Brook (1849–1806), Eltern von Frederic von Rosenberg
- Maximilian (* 1849), preußischer Major, Kammerherr und Zeremonienmeister von Kaiser Wilhelm II.